# Panderichthys rhombolepis
Espèce
Panderichtys rhombolepis est une espèce éteinte de poissons osseux appartenant au genre Panderichthys datant du Dévonien moyen et supérieur (env. 380 millions d’années). Il est considéré comme une forme transitionnelle de l’évolution des poissons vers les tétrapodes car il s’agit du premier vertébré disposant de membres.

## Description
Panderichtys appartient à la classe des sarcoptérygiens. Il mesurait entre 90 et 130 cm et ressemblerait à un poisson-chat moderne. Toutefois, il possède comme les autres dipneustes des poumons primitifs. Des restes fossiles de Panderichtys ont été retrouvés au Groenland et dans les terres bordant la mer Baltique. Au Dévonien, ces régions étaient couvertes de lagunes.
Il marque une étape importante dans l’adaptation à la locomotion terrestre. En effet, ses nageoires pectorales sont des prototypes des membres des tétrapodes, car elles sont charnues et munies d’os (qui restent peu articulés) mais sans doigts. Toutefois, ses nageoires pelviennes sont plus primitives et ne lui permettaient pas de prendre appui. Les études détaillées de son anatomie semblent donc conclure que la transition vers la locomotion terrestre des tétrapodes qui repose sur la propulsion par les membres postérieurs (comme chez Acanthostega), est passée par un stade où la propulsion se faisait par appui sur les membres antérieurs et ondulation du reste du corps.